# União das Freguesias de Eiras e Mei
Die  União das Freguesias de Eiras e Mei ist eine portugiesische Gemeinde (Freguesia) im Kreis (Concelho) Arcos de Valdevez im Nordwesten Portugals.

## Geschichte
Die Gemeinde entstand im Zuge der Gebietsreform vom 29. September 2013 durch die Zusammenlegung der ehemaligen Gemeinden Eiras und Mei. Eiras wurde Sitz der neuen Verwaltung.

## Demographie
|  | Eiras e Mei | 322 | 6,0 |       |     |     |
|  | Eiras e Mei | 322 | 6,0 | Eiras | 272 | 3,9 |
|  | Eiras e Mei | 322 | 6,0 | Mei   | 118 | 2,1 |